# Siccyna reichi
Siccyna reichi là một loài bướm đêm trong họ Noctuidae.